# Copelatus bangalorensis
Copelatus bangalorensis es una especie de escarabajo buceador del género Copelatus, de la subfamilia Copelatinae, en la familia Dytiscidae. Fue descrito por Vazirani en 1970.
Es endémica de Mysore, India.